# Nicholas Hawksmoor
Nicholas Hawksmoor (asi 1661, Nottinghamshire – 25. března 1736, Millbank) byl anglický architekt.

## Život
Pocházel z rolnické rodiny, v osmnácti letech se stal učedníkem Christophera Wrena. Podílel se na Wrenových projektech katedrály svatého Pavla a Greenwichské nemocnice i na přestavbě Hampton Court Palace. V letech 1689 až 1718 měl dozor nad stavbou Kensingtonského paláce.
Byl hlavním představitelem směru zvaného anglické baroko, vyznačujícího se monumentálním historizujícím pojetím. Inspiroval se antickou i gotickou architekturou, často používal bílý portlandský kámen. Jeho sklon k abstraktnímu pojetí architektury byl doceněn až ve dvacátém století.
V Londýně vytvořil v rámci obnovy po požáru šest kostelů: St Alfege's Church (Greenwich), St George's Church (Bloomsbury), Christ Church (Spitalfields), St George in the East (Wapping), St Mary Woolnoth a St Anne's Limehouse. Pro Oxfordská univerzita vytvořil administrativní budovu Clarendon Building. Dalším jeho významným dílem je venkovské sídlo v Easton Neston (hrabství Northamptonshire). Hawksmoorův cit pro historickou architekturu prokazují západní věže Westminsterského opatství, které po jeho smrti dokončil John James. Vytvořil obelisk na náměstí v Riponu. Spolu s Johnem Vanbrughem navrhoval Blenheimský palác a salety na zámku Howard.
Peter Ackroyd se volně inspiroval jeho životními osudy pro svůj román Hawksmoor. Po Hawksmoorovi je pojmenována základní škola ve městě Towcester.

## Galerie

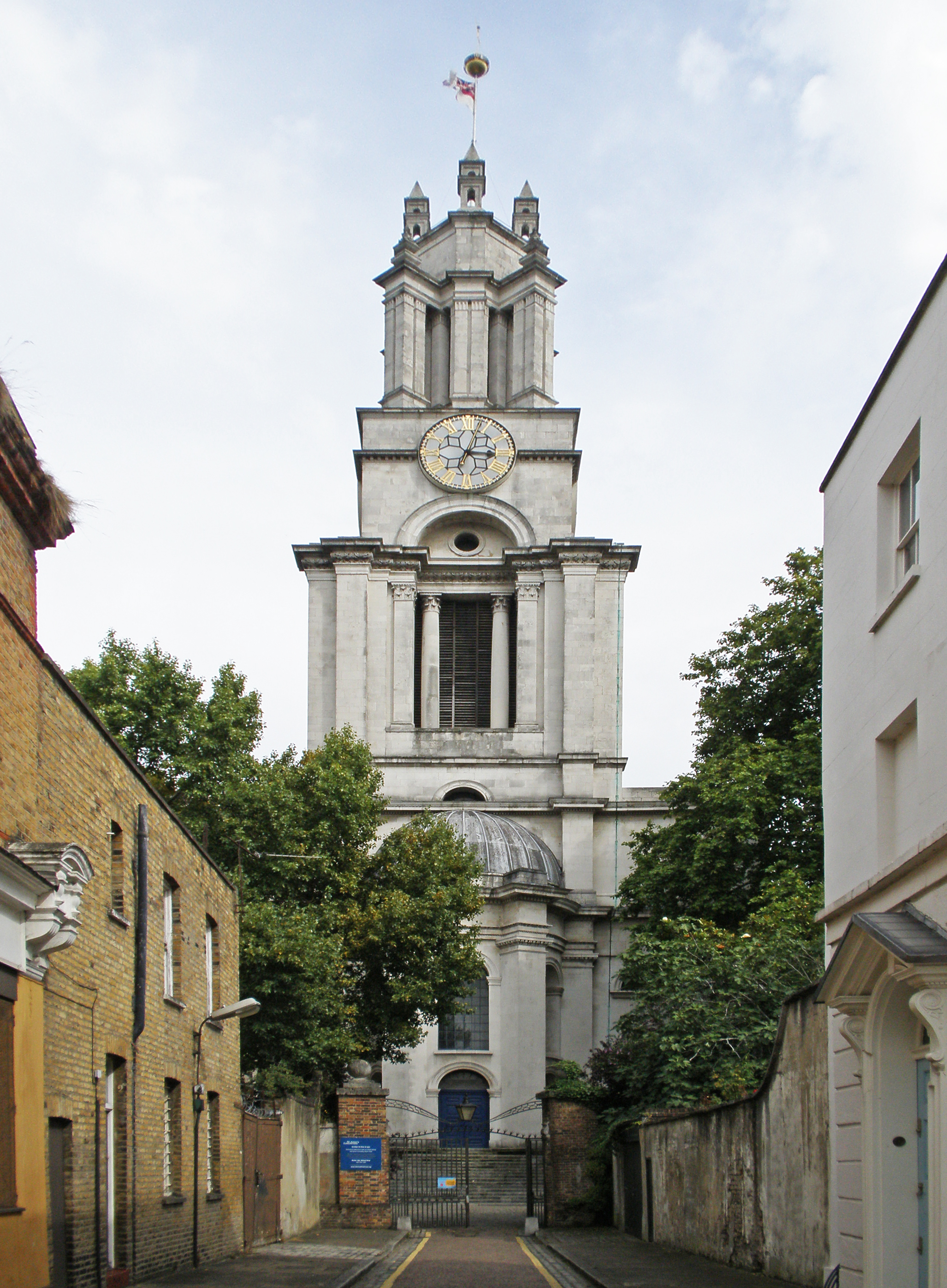
Kostel St Anne Limehouse
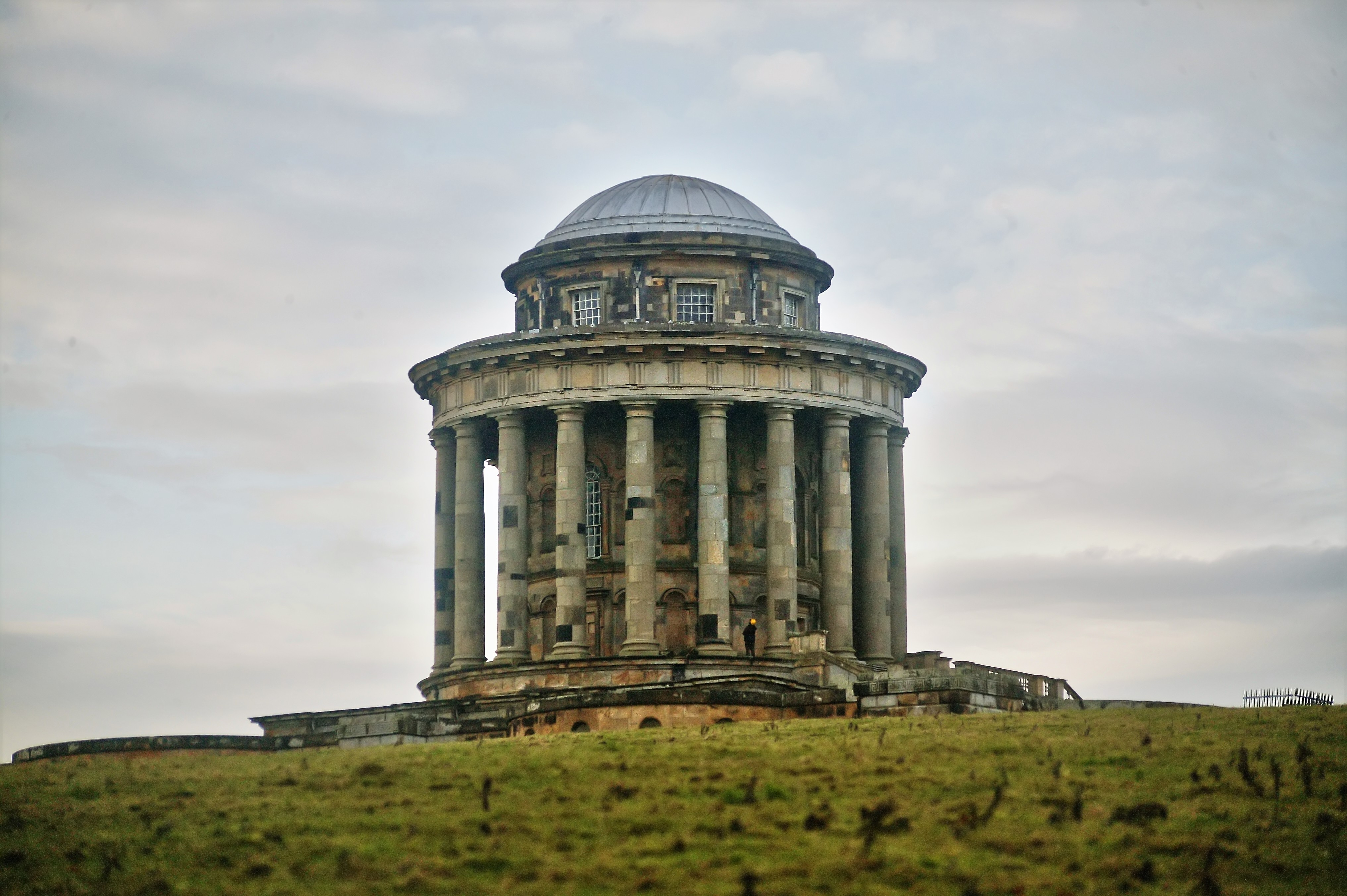
Mauzoleum v Castle Howard
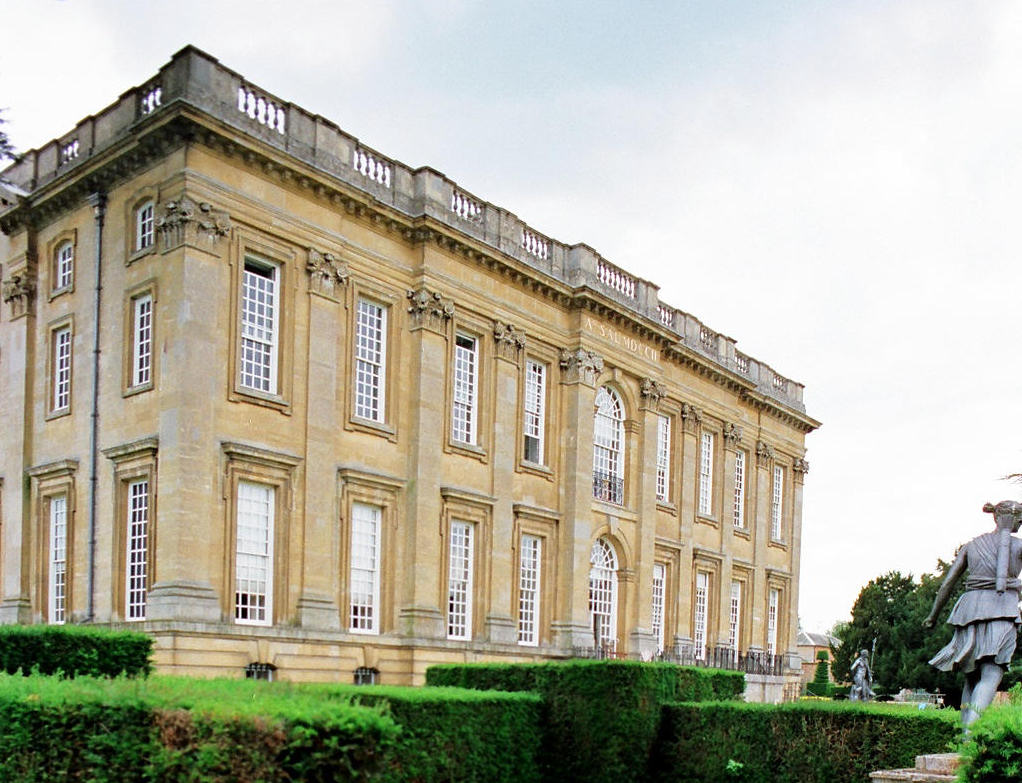
Easton Neston House